# Темнопольная микроскопия

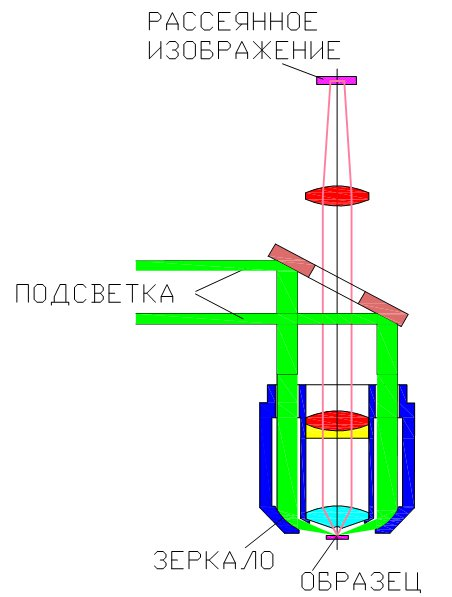
Схема темнопольной микроскопии в падающем свете.
Подсветка образца осуществляется сбоку (зеленая линия). Изображение создается светом, рассеивающимся на неоднородностях образца.

Ход лучей освещения и рассеянных образцом лучей в микроскопе тёмного поля

Темнопо́льная микроскопи́я — вид оптической микроскопии, в которой контраст изображения увеличивают за счет регистрации только света, рассеянного изучаемым образцом. При использовании метода темного поля регистрируются даже незначительные различия в преломляющей способности участков препарата. Основы метода разработаны Р. Зигмонди в 1906 году.

## Принцип действия
При работе по методу темного поля, препарат освещается полым световым конусом, апертура которого больше, чем апертура объектива, таким образом, входной зрачок микрообъектива оказывается в области геометрической тени и прошедший без преломления свет не попадает в объектив. В оптической микроскопии тёмного поля неоднородности образца рассеивают свет, и этот рассеянный свет формирует изображение исследуемого образца.
Особенностью микроскопа темного поля является способ освещения образца, который осуществляется «сбоку» (зеленая полоса на рисунке). При таком освещении неоднородности, имеющиеся в образце, рассеивают падающий свет и в микроскопе изображение образца наблюдают в рассеянном свете, а «освещающий» световой пучок не попадает в объектив. Такое освещение называется эпи-подсветкой (EPI-illuminator, EPI—microscope, EPI-objective lens).
Для прозрачных объектов возможно и контровое освещение, но при этом необходимы дополнительные усилия, чтобы убрать «прямое поле»: необходимо провести фурье-преобразование полученного изображения и удалить из полученной суммы компоненту, соответствующую «опорной» волне. Это можно сделать, например, с помощью линзы и шаблона, закрывающего небольшой участок в плоскости, где линзой фокусируется «опорная» световая волна. Затем, с помощью второй линзы проводят обратное преобразование Фурье и наблюдают полученную картину визуально. При этом контраст исходного изображения существенно возрастает.
Частным случаем метода темного поля в проходящем свете является ультрамикроскопия, с освещением направленным перпендикулярно направлению наблюдения.
В микроскопах использование метода тёмного поля может быть предусмотрено конструкцией или реализуется установкой дополнительных устройств, например, таких, как конденсор темного поля ОИ-13.

## Преимущества и недостатки

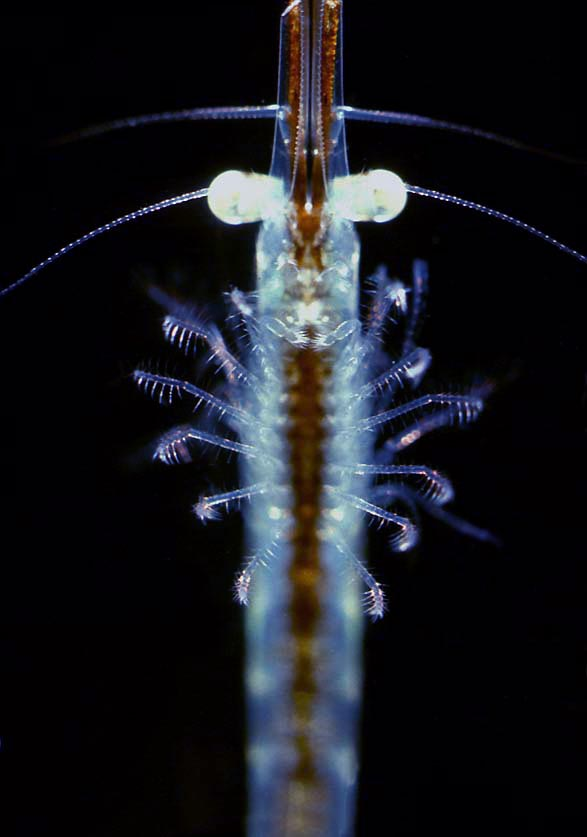
Изображение мизиды, полученное способом темнопольной микроскопии

Темнопольная микроскопия хорошо подходит для получения изображений живых и неокрашенных биологических образцов, таких, как отдельные водные одноклеточные организмы.
Основным ограничивающим фактором метода является то, что изображение формирует только малая часть падающего света, поэтому необходимо применять достаточно мощные источники света, что иногда приводит к повреждениям образца (сейчас иногда для освещения используют лазеры). Значительное ограничение метод накладывает на разрешающую способность системы — апертура объективов, работающих по методу темного поля существенно ниже светлопольных, так как она не должна перекрывать затемненную часть апертуры конденсора. Современные конденсоры темного поля позволяют работать с объективами, апертура которых не превышает 1,2 для систем с масляной иммерсией и 0,8 на сухих системах, апертура лучших эпиобъективов не превышает значения 1,15, в то время как апертура светлопольных объективов может достигать значений 1,45.
Интерпретация темнопольных изображений требует большой осторожности, поскольку некоторые детали, не видные методом светлопольной микроскопии, видны методом темнопольной микроскопии, и наоборот. На первый взгляд кажется, что изображение, получаемое темнопольным методом является просто негативом по отношению к получаемым светопольным методом, однако, на самом деле, каждый из этих методов делает видимым разные особенности образца. В светлопольной микроскопии особенности видимы, если они или производят тени, или имеют отличный от окружения коэффициент преломления и при этом достаточно резкие, в то время как, например, плавные неоднородности не могут быть наблюдаемы этим методом, однако хорошо заметны на картинках, получаемых методом темнопольной микроскопии.

## Применение
Темнопольная микроскопия может применяться для изучения живых неокрашенных биологических объектов — простейших, изолированных клеток, тканевых культур, для исследования субклеточных структур живых неокрашенных клеток. К примеру, в медицине применяется для обнаружения в препаратах плохо окрашиваемых бледных трепонем.
Метод темного поля в последнее время используется в осветительной системе оптических компьютерных мышей с тем, чтобы обеспечить работу оптических мышей в том числе располагаемых и на прозрачном стекле, например, покрывающих столешницу. Координаты такой мыши определяются по рассеиванию света на  микроскопических дефектах поверхности стекла или пылинок на его поверхности.